# Maïné-Soroa
Maïné-Soroa – miasto w południowo-wschodnim Nigrze, w Regionie Diffa. Według danych na rok 2012 liczyło 13 136 mieszkańców.